# Arenaria edgeworthiana
Arenaria edgeworthiana är en nejlikväxtart som beskrevs av Majumdar. Arenaria edgeworthiana ingår i släktet narvar, och familjen nejlikväxter. Inga underarter finns listade i Catalogue of Life.